# 화북면 (상주시)
화북면(化北面)은 대한민국 경상북도 상주시의 면이다.

## 개요
화북면은 상주에서 서북부 40km에 위치한 산간 지역으로서, 북쪽으로는 충청북도 괴산군 청천면이, 서쪽으로는 보은군 산외면이 인접해 있으며, 남쪽으로는 화남면과 화서면, 외서면이, 동쪽으로는 문경군 농암면 이 인접하고 있다. 속리산(천황봉, 형제봉, 비료봉, 관음봉, 묘봉, 문장대, 입석대), 백악산, 청화산, 도장산, 승무산이 있으며, 장각폭포, 오송폭포, 옥량폭포, 백악폭포, 심뱅이폭포 등 수려한 폭포가 많다.

## 행정 구역
- 용유리
- 장암리
- 상오리
- 입석리
- 중벌리
- 운흥리

## 교육
- 화북초등학교
- 입석초등학교
- 화북중학교

## 문화
- 상오리7층석탑 (보물683호)
- 견훤산성 (도지정기념물53호)

## 역대 면장
- 1대 이용원 (미상 ~ 미상)
- 2대 정영섭 (미상 ~ 미상)
- 3대 김원식 (미상 ~ 미상)
- 4대 이용원 (미상 ~ 미상)
- 5대 김동영 (미상 ~ 미상)
- 6대 안창근 (1947.12.8 ~ 1948.6.25)
- 7대 김동수 (1948.6.26 ~ 1951.3.9)
- 8대 이운하 (1951.3.10 ~ 1952.4.8)
- 9대 박종호 (1952.4.9 ~ 1956.7.13)
- 10대 이준호 (1956.7.14 ~ 1959.8.7)
- 11대 김동수 (1959.8.8 ~ 1960.11.15)
- 12대 오덕환 (1960.11.16 ~ 1961.6.20)
- 13대 노범구 (1961.6.21 ~ 1962.5.24)
- 14대 이한성 (1962.5.25 ~ 1964.11.8)
- 15대 곽해준 (1964.11.9 ~ 1966.1.27)
- 16대 민덕수 (1966.1.28 ~ 1971.10.9)
- 17대 김윤경 (1971.10.10 ~ 1973.4.8)
- 18대 민덕수 (1973.4.9 ~ 1976.3.18)
- 19대 최창문 (1976.3.19 ~ 1976.11.28)
- 20대 조돈희 (1976.11.29 ~ 1978.8.18)
- 21대 이수섭 (1978.8.19 ~ 1979.2.27)
- 22대 김이수 (1979.2.28 ~ 1980.4.6)
- 23대 김자상 (1980.4.9 ~ 1981.10.16)
- 24대 김정동 (1981.10.17 ~ 1982.12.29)
- 25대 김영환 (1982.12.30 ~ 1983.12.30)
- 26대 김동원 (1983.12.31 ~ 1985.7.9)
- 27대 최영근 (1985.7.10 ~ 1988.6.9)
- 28대 전기엽 (1988.6.10 ~ 1989.12.29)
- 29대 정환수 (1989.12.30 ~ 1992.12.31)
- 30대 이영희 (1993.1.1 ~ 1993.6.30)
- 31대 김환영 (1993.7.1 ~ 1994.11.7)
- 32대 남영원 (1995.1.1 ~ 1995.9.20)
- 33대 박상학 (1995.9.21 ~ 1998.10.18)
- 34대 이정수 (1998.10.19 ~ 2000.2.18)
- 35대 이재룡 (200.2.19 ~ 2002.8.4)
- 36대 신봉철 (2002.8.5 ~ 2004.8.29)
- 37대 김재만 (2004.8.30 ~ 2004.12.26)
- 38대 이영식 (2004.12.27 ~ 2008.8.12)
- 39대 김동영 (2008.8.13 ~ 2010.8.15)
- 40대 권영철 (2010.8.16 ~ 2011.1.20)
- 41대 민경덕 (2011.1.21 ~ 2012.7.8)
- 42대 전부엽 (2012.7.9 ~ 2013.7.21)
- 43대 성충재 (2013.7.22 ~ 2015.1.14)
- 44대 조수진 (2015.1.15 ~ 2015.7.12)
- 45대 최정섭 (2015.7.13 ~ 2017.6.30)
- 46대 서동욱 (2017.7.1 ~ 2019.6.30)
- 47대 신중섭 (2019.7.1 ~ 2020.12.31)
- 48대 김경환 (2021.1.5 ~ 2021.7.4)
- 49대 안진하 (2021.7.5 ~ 2022.6.30)
- 50대 송봉섭 (2022.7.1 ~ 현재)